# Rekenmachine (macOS)
Rekenmachine is een ingebouwde applicatie in het besturingssysteem macOS van Apple. Met het programma krijgt men de beschikking over een rekenmachine zonder wetenschappelijke notatie. De applicatie bevat drie weergavemodi: Standaard, wetenschappelijk en programmeur. Bij de modus programmeur is er de mogelijkheid om nauwkeuriger met binaire getallen te rekenen. Ook is er een RPN-modus geïnstalleerd, daarmee kunnen scheidingstekens tussen duizendtallen geplaatst worden en kunnen de decimale posities aangepast worden.
Rekenmachine is ook een van de weinige applicaties in macOS die al in het begin van de Macintosh is ingebouwd. Eind jaren 70 en begin jaren 80 zorgde Steve Jobs er persoonlijk met zijn team voor dat de applicatie zijn gewenste uiterlijk kreeg. Het ontwerp van het programma is vaak gewijzigd, de opzet van Jobs is echter altijd hetzelfde gebleven.